# حي ثقافي
منطقة ثقافية (بالإنجليزية: Cultural district)‏ يُنظر إلى المنطقة الثقافية على أنها منطقة معترف بها وذات استخدامات متعددة، وتعتبر بمثابة مرساة لجذب السياح.
برز نقاش حول مفهوم المنطقة الثقافية، معززة بذلك مفهرم جمع جميع المبادرات الرائدة في مجال الثقافة في بقعة معينة؛ حتى وإن انتهت تلك المجموعة الفنية والأدبية في التجمعات الحضرية والمدن الثقافة. مرافق المنطقة الثقافية تشمل؛ المساحات المخصصة للأداء والمتاحف والمعارض الفنية واستديوهات الفنانين ومحلات البيع بالتجزئة ذات الصلة بالفنون واستوديوهات الموسيقى أو إنتاج الوسائط واستوديوهات الرقص والكليات للفنون والمكتبات وكذلك الحدائق المشجرة. ولأنها مراكز متعددة الاستخدامات، فإن المدن الثقافية قد تحوى على المجمعات المكتبية وأماكن البيع بالتجزئة وأحيانا مناطق السكنية.
ينطوي إنشاء منطقة ثقافية على التعاون بين قطاع للفنون والمجتمع المحلي. عادة ما ترى السلطات المحلية هذه المناطق الثقافية كوسيلة للتخلص من أراضي «براونفيلد» (بالإنجليزية: Brownfield land)‏ والتي تعتبر أساس المجتمع الحضري الحالي; تعني الأرض الملوثة والتي لا تمتلك غطاء نباتي كافي، وهذه الأراض تشجع المقيمين على مغادرة المدن.